# Спріфермін
Спріфермін (МНН) — це рекомбінантний фактор росту фібробластів людини 18 (rhFGF18), який проходить клінічні випробування для лікування людей з остеоартритом. Спріфермін був експресований з Escherichia coli. В якості синтетично-урізаної рекомбінантної форми FGF18, він є потужним агоністом рецепторів фактору росту фібробластів FGFR3 на поверхні хондроцитів. Спріфермін приблизно в п'ять разів більш ефективніший у порівнянні з лігандом FGF18.
Спріфермін розробляється компанією Merck і Nordic Bioscience [Архівовано 24 червня 2021 у Wayback Machine.] для лікування остеоартриту (ОА), який характеризується структурними змінами в суглобовому хрящі. В 2004 році спріфермін отримав ліцезію від ZymoGenetics. Станом на 15 квітня 2021 року Спріфермін все ще знаходиться на стадії II дослідження FORWARD для лікування остеоартриту в Аргентині, Чехії, Естонії, Данії, Гонконгу, Польщі, Румунії та США.

## Механізм дії
Дослідження показують, що механізм дії Спріферміна полягає в стимуляції хондроцитів. Суть полягає в тому, що за рахунок збільшення кількості продукуючих матрикс хондроцитів, він покращує співвідношення колагену I та II типу. Це дозволить хондроцитам людини з ОА продукувати гіаліновий позаклітинний матрикс. Якщо Спріфермін пройде всі клінічні випробування, він може стати першим препаратом, який медикаментозно регенерує хрящову тканину.